# Tuomo Ylipulli
Tuomo Sakari Ylipulli (Rovaniemi, 3 de marzo de 1965–23 de julio de 2021) fue un deportista finlandés que compitió en salto en esquí. Su hermano Raimo también compitió en salto en esquí, y otro hermano, Jukka, en combinada nórdica.
Participó en los Juegos Olímpicos de Calgary 1988, obteniendo una medalla de oro en la prueba de trampolín grande por equipo (junto con Ari-Pekka Nikkola, Matti Nykänen y Jari Puikkonen).
Ganó dos medallas de oro en el Campeonato Mundial de Esquí Nórdico, en los años 1985 y 1987.

## Palmarés internacional
| Juegos Olímpicos   | Juegos Olímpicos  | Juegos Olímpicos | Juegos Olímpicos |
| Año                | Lugar             | Medalla          | Prueba           |
| ------------------ | ----------------- | ---------------- | ---------------- |
| 1988               | Calgary (Canadá)  | Medalla de oro   | TG por equipo    |
| Campeonato Mundial |                   |                  |                  |
| Año                | Lugar             | Medalla          | Prueba           |
| 1985               | Seefeld (Austria) | Medalla de oro   | TG por equipo    |
| 1987               | Oberstdorf (RFA)  | Medalla de oro   | TG por equipo    |